# Vio Martin
Pour les articles homonymes, voir Vio et Martin.
Vio Martin, née le 28 avril 1906 à Vich en Suisse et morte à Clarens le 23 mars 1986, est une écrivain, poète et journaliste vaudoise.

## Biographie
Vio Martin, proche de Gustave Roud, suit les cours de l'école normale de Lausanne. Institutrice, elle vit vingt-trois années à Bussigny, avant de passer plus d'une vingtaine d'années à Lucens où une rue porte aujourd'hui son nom. Institutrice jusqu'en 1958, Vio Martin se consacre ensuite entièrement à l'écriture. Connue surtout pour ses nombreuses publications destinées à l'enfance (Ils étaient trois petits enfants, 1962) et comme parolière de chansons, elle est également l'auteur de textes consacrés au patrimoine culturel vaudois (La cathédrale de Lausanne, 1950 ; Vieilles églises de la Broye, 1977) et de plusieurs recueils de poèmes (Équinoxe d'automne, 1947 ; Les saisons parallèles, 1952 ; Grave et tendre voyage, 1969).
Son œuvre littéraire est avant tout poétique : elle publie plus d'une dizaine de recueils dont Équinoxe d'automne (1947), Terres noires (1959), Pour trouver un cœur pur (1972). 
Journaliste à la Gazette de Lausanne et à l'hebdomadaire Coopération, cofondatrice de la revue Espaces, membre de la Commission des arts, elle reçoit plusieurs prix dont, en 1963, le Prix du livre vaudois.

## Sources
- « Vio Martin », sur la base de données des personnalités vaudoises sur la plateforme « Patrinum » de la Bibliothèque cantonale et universitaire de Lausanne.
- * Daniel Maggetti, « Vio Martin » dans le Dictionnaire historique de la Suisse en ligne.
- J. Bron, Vio Martin, 1984
- M. Boulanger, J. Cornuz, éd., Correspondance littéraire et amoureuse, 1994 (correspondance avec Gustave Roud)
- A. Nicollier, H.-Ch. Dahlem, Dictionnaire des écrivains suisses d'expression française, vol. 2, p. 748-751
- p. 563-565
- Préface d'Isabelle Cardis Isely à Terres noires p. 6-7
- Écrivaines et écrivains d'aujourd'hui, 1988, p. 280
- Sites et références mentionnés